# كاثورلا (جيان)
بلدية كاثورلا (بالإسبانية: Cazorla) هي بلدية تقع في مقاطعة جيان التابعة لمنطقة أندلوسيا جنوب إسبانيا.

## الديموغرافيا
بلغ عدد سكان بلدية كاثورلا 8.030 نسمة عام 2011 (وفقاً للمعهد الوطني للإحصاء الإسباني).
| 9.690 | 8.643 | 8.254 | 8.190 | 8.132 | 8.133 | 8.030 |